# Arrondissement di Saint-Étienne
L'arrondissement di Saint-Étienne è un arrondissement dipartimentale della Francia situato nel dipartimento delle Loira, nella regione dell'Alvernia-Rodano-Alpi.

## Storia
Fu creato nel 1800, sulla base dei preesistenti distretti.

## Composizione
L'arrondissement è diviso in 74 comuni raggruppati in 19 cantoni, alcuni dei quali all'interno della città di Saint-Étienne, ed elencati di seguito:
- cantone di Bourg-Argental
- cantone di Le Chambon-Feugerolles
- cantone di Firminy
- cantone di La Grand-Croix
- cantone di Pélussin
- cantone di Rive-de-Gier
- cantone di Saint-Chamond-Nord
- cantone di Saint-Chamond-Sud
- cantone di Saint-Étienne-Nord-Est-1
- cantone di Saint-Étienne-Nord-Est-2
- cantone di Saint-Étienne-Nord-Ovest-1
- cantone di Saint-Étienne-Nord-Ovest-2
- cantone di Saint-Étienne-Sud-Est-1
- cantone di Saint-Étienne-Sud-Est-2
- cantone di Saint-Étienne-Sud-Est-3
- cantone di Saint-Étienne-Sud-Ovest-1
- cantone di Saint-Étienne-Sud-Ovest-2
- cantone di Saint-Genest-Malifaux
- cantone di Saint-Héand